# Avenue Laplace
Pour les articles homonymes, voir Laplace.
L'avenue Laplace est une voie de communication d'Arcueil.

## Situation et accès

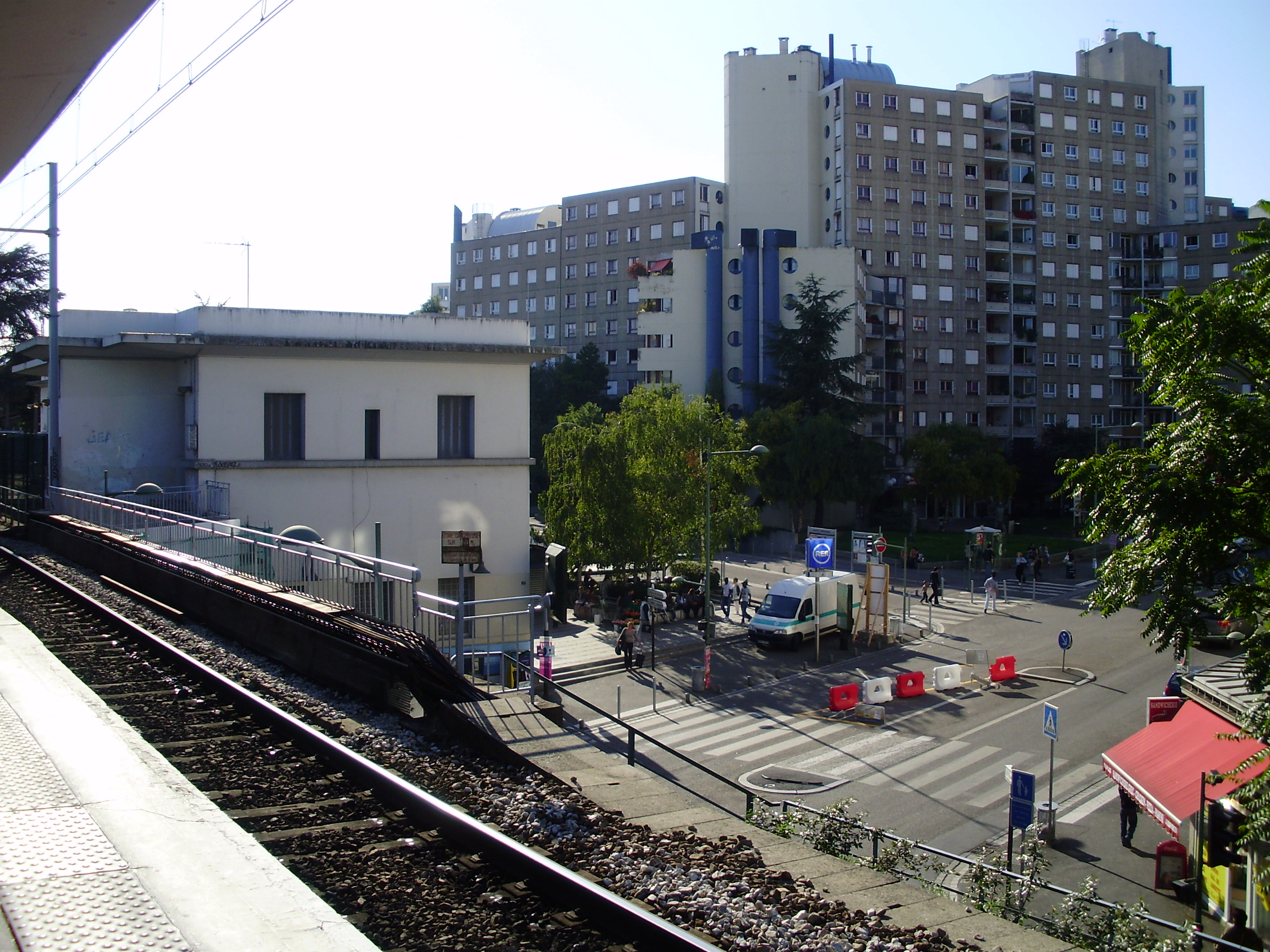
L'avenue Laplace vue depuis la gare RER de Laplace.

Elle passe sous la ligne B du RER d'Île-de-France. Elle est desservie par la gare de Laplace.

## Origine du nom

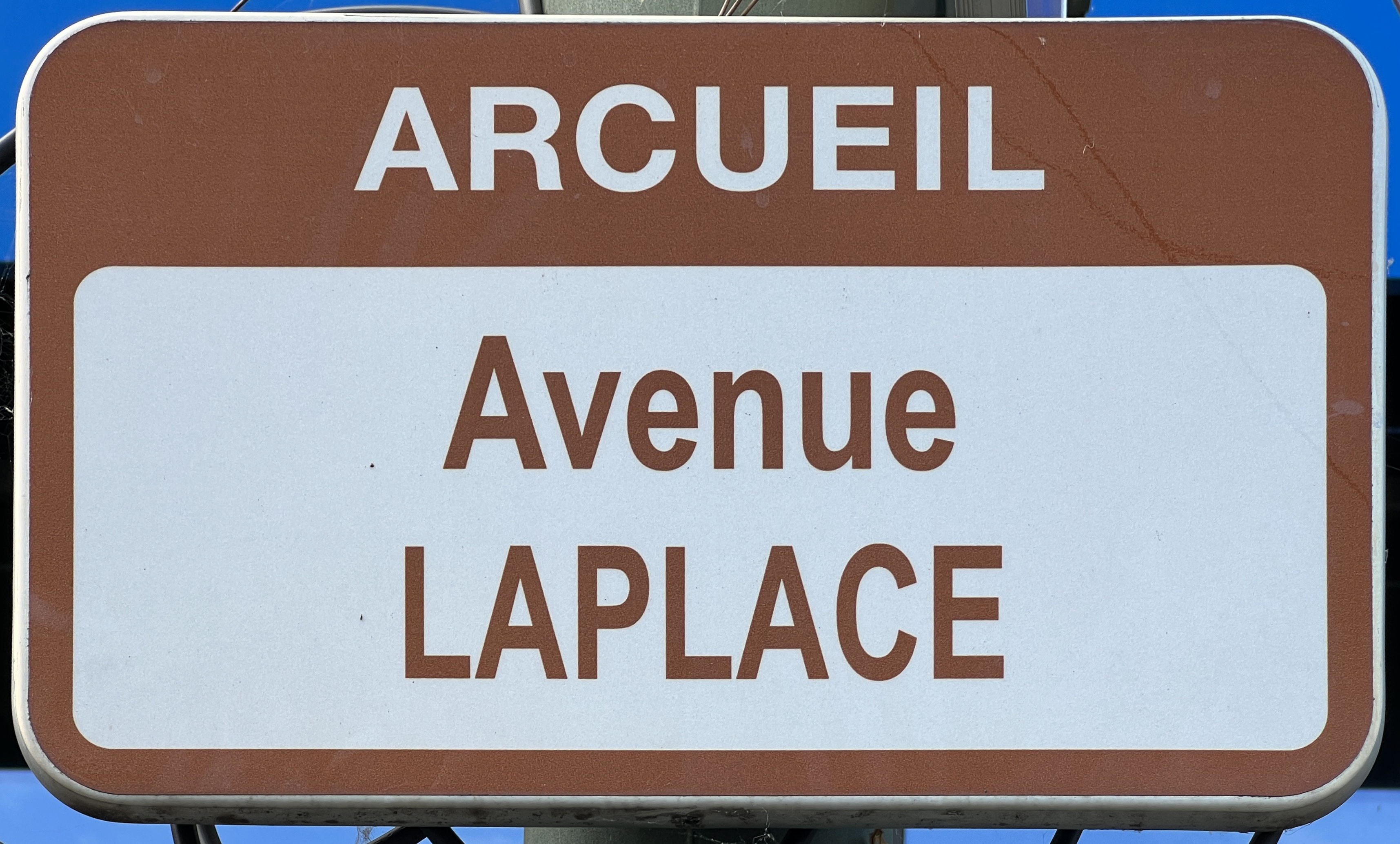
Plaque Avenue Laplace, Arcueil.

Cette avenue doit son nom à Pierre-Simon de Laplace (1749-1827), mathématicien, astronome et physicien.

## Historique

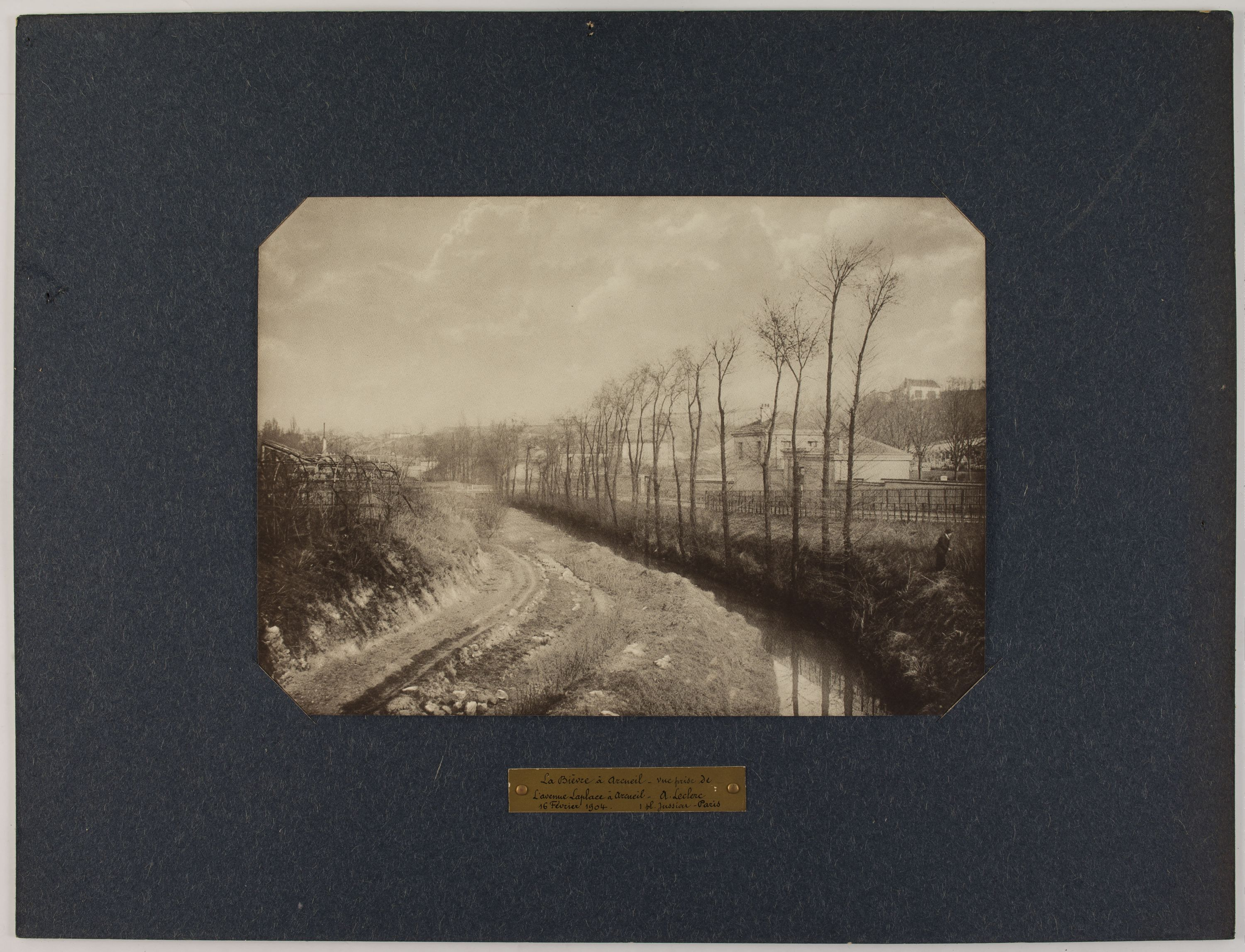
La Bièvre à Arcueil - vue prise de l'avenue Laplace à Arcueil - A. Leclerc / 16 Février 1904.

Créée après 1812, elle est attestée en 1845.

## Bâtiments remarquables et lieux de mémoire

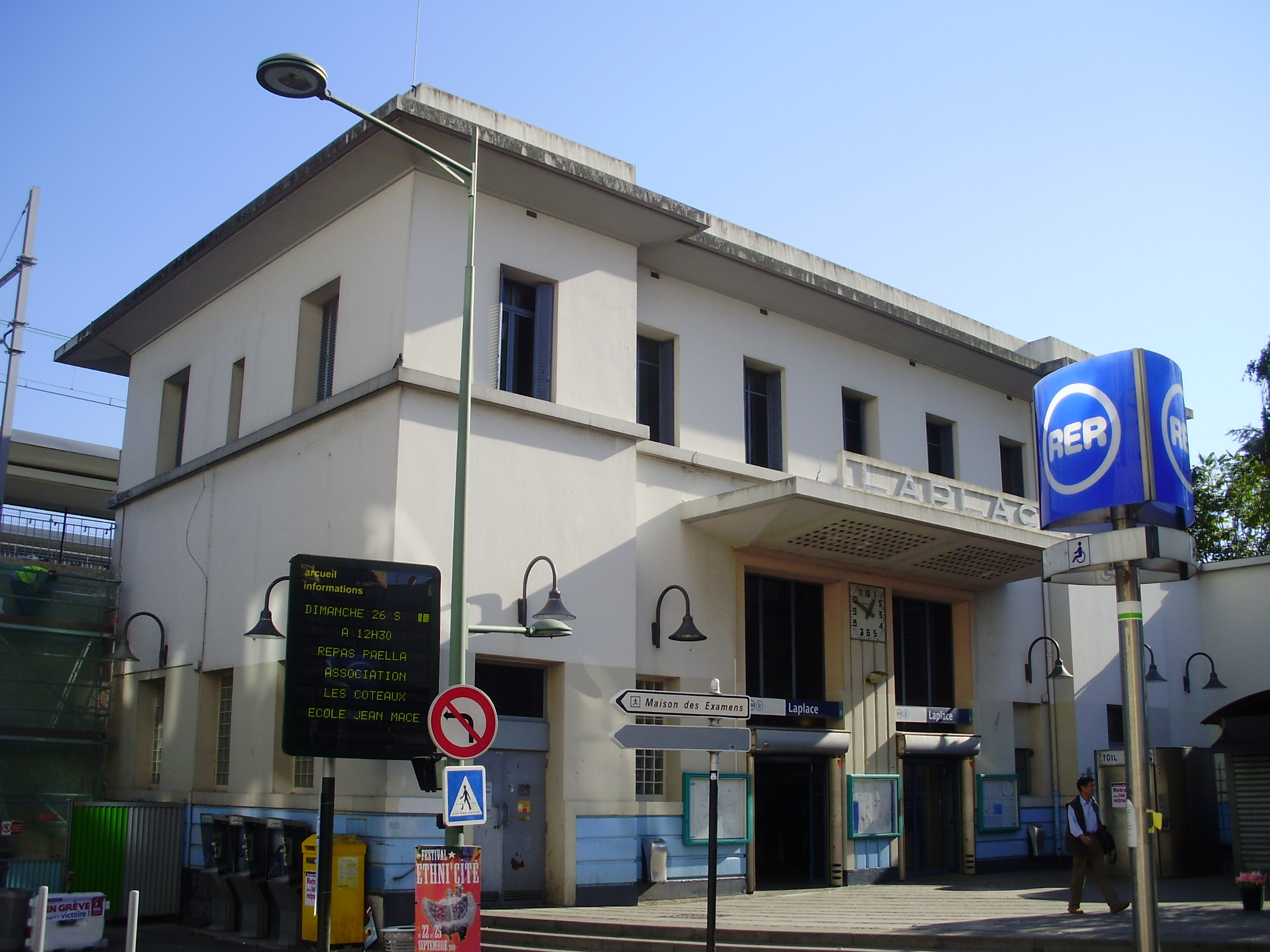
La gare RER de Laplace.

- Gare de Laplace, sur la ligne B du RER.
- Au no 51, maison de la famille Raspail[3].
- Au no 52 se trouve la chapelle Perret, construite entre 1927 et 1929 par les frères Perret pour les religieuses franciscaines de l'Immaculée Conception[4].
- Au no 55 se trouve "La friche culturelle « Anis Gras - Le lieu de l'autre »", installée dans des bâtiments créés par Émile Raspail au XIXe siècle[5].
- Au no 60 se trouve l'atelier de moulage d'art Lorenzi[6]. Cet atelier est créé à la fin des années 1930 et est une des plus anciennes entreprises de moulage statuaire en France[7].